# التسلسل الزمني لأحداث الحرب العالمية الثانية

نظراً لكثرة الأحداث تم تقسيمها تبعاً للسنوات.
- تسلسل أحداث ما بعد الحرب العالمية الأولى من 12 نوفمبر 1918 حتى 31 ديسمبر 1929
- تسلسل أحداث ما قبل الحرب العالمية الثاينة من 1 يناير 1930 حتى 31 أغسطس 1939
- تسلسل أحداث الحرب العالمية الثانية في عام (1939)
- تسلسل أحداث الحرب العالمية الثانية في عام (1940)
- تسلسل أحداث الحرب العالمية الثانية في عام (1941)
- تسلسل أحداث الحرب العالمية الثانية في عام (1942)
- تسلسل أحداث الحرب العالمية الثانية في عام (1943)
- التسلسل الزمني للحرب العالمية الثانية (1944)
- تسلسل أحداث الحرب العالمية الثانية في عام (1945)

## تسلسل الأحداث تاريخيا
قام جيش كوانتونغ الياباني عام 1931 بغزو إقليم منشوريا التابع لجمهورية الصين وسيطر عليه. بعدها بعامين 1933 تسلم الحزب النازي مقاليد الحكم في ألمانيا تحت قيادة أدولف هتلر، الذي جعل ألمانيا تعود من جديد إلى التسلح وغير من سياستها الخارجية، في عام 1938 بدأ هتلر بالتحرك لتوسيع الأراضي الألمانية شرقا.
في عام 1937، قامت اليابان بغزو شامل للأراضي الصينية، بدء بالقصف المركز على مدينتي شنغهاي لتندلع الحرب اليابانية الصينية الثانية.
في ذلك الوقت في أوروبا قامت ألمانيا وقد انضمت إليها إيطاليا بتصعيد اللهجة والخطاب السياسي الخارجي. الحكومة البريطانية التي كانت تحت قيادة نيفيل تشامبرلين، وصفت الاتحاد السوفياتي بأكبر قوة معادية ومهددة في أوروبا، كما قامت بريطانيا وفرنسا باستخدام سياسة الاسترضاء، أملا بأن تكون ألمانيا درعا في مواجهة الاتحاد السوفياتي وإيقاف انتشار نفوذه.
أخيرا، في سبتمبر عام 1939، قامت ألمانيا بغزو بولندا بالاشتراك مع الاتحاد السوفيتي الذي أراد استرجاع أراضيه التي خسرها في اتفاقية ريغا عام 1921، مما أدى ذلك إلى نشوب الحرب مرة أخرى في أوروبا.
بداية لم تقم فرنسا أو بريطانيا بإعلان الحرب على ألمانيا، بل حاولتا الاتصال مع هتلر عن طريق القنوات الدبلوماسية، ولكن هذا الأخير لم يستجب إطلاقا لهذه النداءات. بعدها قامت بريطانيا وفرنسا بإعلان الحرب ضد ألمانيا. خلال عامي 1939 - 1940، حصلت بعض المناوشات بين الطرفين ولكن لم يكن ينوي أي من الجانبين الالتحام مباشرة بالطرف الآخر، وسميت هذه الفترة بالحرب الزائفة.
في ربيع عام 1940، قامت ألمانيا بغزو الدنمارك والنرويج، وبعدها فرنسا وبعض الدول الأخرى مبكرا في الصيف. كذلك إيطاليا قامت بإعلان الحرب ضد بريطانيا وفرنسا عام 1940.
وجهت ألمانيا سهامها لبريطانيا، وقامت بمحاولة قطع سبل المعونات البحرية وكذلك المعونات الجوية حتى تقوم بعمل حصار بحري على الجزيرة البريطانية.
لم تستطع ألمانيا فرض حصار بحري على بريطانيا، عوضا عن ذلك كثفت ألمانيا الهجمات على الأراضي البريطانية خلال الحرب. من جهتها حاولت بريطانيا بتركيز المواجهة مع القوات الألمانية والإيطالية في حوض البحر المتوسط.
- استطاع الجيش البريطاني تحقيق نجاح محدود في حوض البحر المتوسط، رغم ذلك، فشلوا في منع المحور من احتلال منطقة البلقان*.
- استطاع البريطانيون النجاح بصعوبة في مسرح البحر المتوسط، وذلك بإحداث أضرار بالغه في الأسطول البحري الإيطالي، وبأول هزيمة أحدثوها للجيش الألماني في معركة بريطانيا*.
- زادت حدة الحرب في يونيو 1941 وذلك عندما قامت ألمانيا بغزو الاتحاد السوفيتي، الذي أجبر الأخيرة على انضمامها كحليف لبريطانيا في الحرب، كانت الهجمات الألمانية ناجحة جدا وذات نتائج جيدة على صعيد الأراضي السوفياتية حتى حلول الشتاء، عندما بدأت هذه الهجمات تتعثر بفعل الثلوج وصعوبة الحركة ونقص الإمدادات.
- بعد غزو الأراضي الصينية والصين الفرنسية عام 1940، كانت اليابان على موعد لزيادة العقوبات الاقتصادية عليها من جانب الولايات المتحدة الأمريكية، والمملكة المتحدة وهولندا. لكن اليابان حاولت تقليل هذه العقوبات من خلال القنوات الدبلوماسية مع الأطراف وذلك بالمفاوضات، إلا أن هذه المفاوضات لم تسفر عن شيء؛ الأمر الذي صعد من وتيرة الحرب عندما قامت اليابان بشن هجمات سريعة على الأراضي الأمريكية في هجوم بيرل هاربر في هاواي والمستعمرات البريطانية في جنوب شرق آسيا. بعد الهجمة على بيرل هاربر، قامت ألمانيا بإعلان الحرب على الولايات المتحدة أيضا، وبحدوث ذلك دخلت الولايات المتحدة في توتر عسكري مع اليابان، الأمر الذي أدى إلى توحيد الحرب في آسيا وأوروبا ضمن حرب عالمية واحدة.
- بدلا من أن يقوم المحور بجني نتائج إيجابية، بدأ التراجع في عام 1942 عندما قامت الولايات المتحدة بالفوز في معركة ميدواي Midway أمام اليابان غير أن أربعا من حاملات الطائرات اليابانية دمرت، كما أن الألمان أيضا تراجعوا أمام الهجمات الأنجلو أمريكية في أفريقيا، والألمان أيضا جددوا هجماتهم على الاتحاد السوفياتي في الصيف ولكن لم تكن كذي قبل.
- عام 1943 خسر الألمان معركة ستالينجراد ضد الجنود السوفييت، وبعدها معركة كورسك -وهي أكبر معركة تستخدم فيها المدرعات الثقيلة في التاريخ الحديث- ثم بدأت القوات الألمانية بالتقهقر من أفريقيا، وبدأت قوات الحلفاء في التقدم لشمال إيطاليا من خلال صقلية. أجبر ذلك إيطاليا على توقيع معاهدة استسلام عام 1943. أما على صعيد المحيط الهادي: بدأت القوات اليابانية بفقد السيطرة على الأراضي التي احتلتها وذلك لأن القوات الأمريكية بدأت تسيطر على جزيرة تلو الأخرى في المحيط الهادئ.
- في عام 1944، بدأت كواليس الحرب واضحة وذلك بأن دول المحور قد فقدت زمام الأمور، ألمانيا بدأت تتقهقر من هجمات الاتحاد السوفياتي من خلال ضغط الهجمات على الأراضي السوفياتية المحتلة وبولندا ورومانيا من الشرق، ومن الغرب قامت قوات الحلفاء بغزو عمق أوروبا أدى ذلك إلى تحرير فرنسا والوصول إلى حدود ألمانيا الغربية، في نفس الوقت استطاعت اليابان شن هجمات ناجحة على الصين، كان الأسطول الياباني يعاني الأمرين في المحيط الهادئ، مما أدى إلى إحكام القوات الأمريكية السيطرة على المطارات وذلك من خلال قصف بعيد المدى لطوكيو.
- أخيرا انتهت الحرب عام 1945 وذلك في معركة الثغرة -آخر هجمة مرتدة من ألمانيا للجهة الغربية- حين سيطرت القوات السوفياتية على برلين في شهر مايو، هذه الخسائر أدت إلى استسلام ألمانيا، المسرح الآسيوي أيضا شهد سيطرة القوات الأمريكية على الجزر اليابانية أيوجيما، أوكيناوا)، وفي نفس الوقت كانت القوات البريطانية قد أحكمت سيطرتها على جنوب شرق آسيا، مما أدى ذلك إلى استسلام اليابان. أخيرا كان الغزو السوفياتي لمانشوكو، ثم قامت الولايات المتحدة برمي قنابل ذرية على مدينتي (هيروشيما وناغاساكي اليابانيتين.
- انتصر الحلفاء في الحرب العالمية الثانية وكنتيجة لذلك قامت الولايات المتحدة والاتحاد السوفيتي بتشكيل أكبر قوتين في العالم؛ والذي أدى إلى قيام ما يسمى بالحرب الباردة بينهما والتي امتدت إلى 45 عاما انتهت بسقوط الاتحاد السوفيتي عام 1991.

## وصلات خارجية
- الحرب العالمية الثانية يوم بيوم - ww2db.com
- أيام الحرب العالمية الثانية - HistoryOrb.com